# Nethestausee
Der Nethestausee, die Stauanlage Neuenheerse bzw. der Stausee Neuenheerse ist ein unmittelbar der Ortschaft Neuenheerse anliegender 4,5 Hektar großer Naherholungssee im Naturpark Teutoburger Wald / Eggegebirge in Ostwestfalen-Lippe.

## Geographie
Der Nethestausee befindet sich südwestlich des Dorfes Neuenheerse und gehört zum gleichnamigen Erholungspark.
Der Stausee ist aus Richtung Neuenheerse sowie Willebadessen gut zu erreichen. Am Westufer sowie oberhalb des Wehrs verläuft eine asphaltierte Straße. Die Westseite des Sees grenzt sowohl an landwirtschaftlich genutzte Flächen, als auch für die Seenutzung gedachte Grünflächen. Die Ostseite ist durch Wanderwege erschlossen, dichter Mischwald reicht hier bis zum Seeufer. Die Wege direkt am See sind für den normalen Straßenverkehr gesperrt. In unmittelbarer Nähe zum Stausee befindet sich der Neuenheerser Sportplatz, der Parkmöglichkeiten bietet.

## Geschichte
Die Anstauung des Bachs Nethe begann am  12. Juni 1975. Die Übergabe des Stausees an die Öffentlichkeit durch Willi Falke, den bis 1975 letzten Bürgermeister von Neuenheerse und 1. Vorsitzenden des Verkehrsvereins, erfolgte knapp 2 Jahre später, am 23. Juni 1977. Der Nethestausee ist Teil des 1975 eingeweihten Erholungsparks Neuenheerse.

## Freizeiteinrichtungen
Im Bereich des Stausees existieren ein Campingplatz, Rad- und Wanderwege und eine Liegewiese.

## Freizeitmöglichkeiten

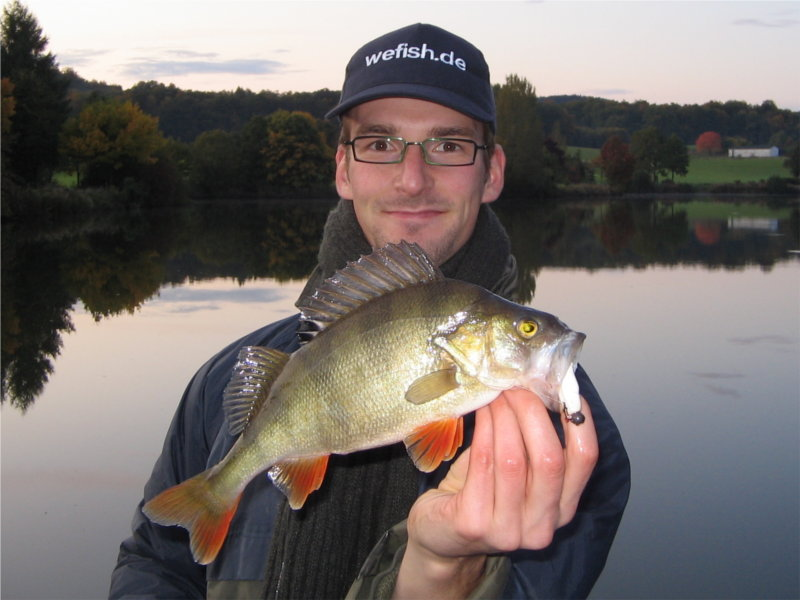
Angler am Nethestausee

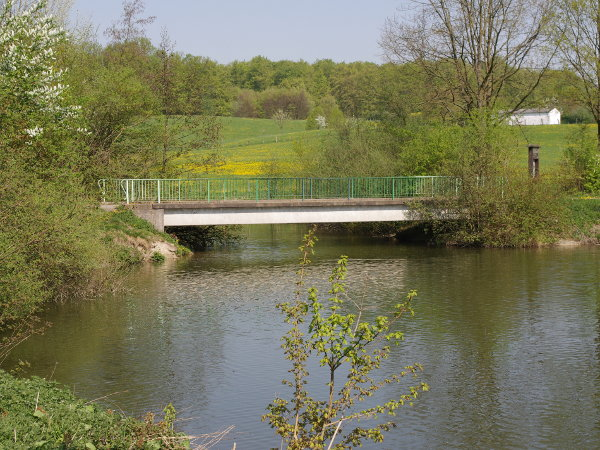
Brücke zwischen Nethestausee und Bootsanleger

Durch die gute Anbindung an den Ort Neuenheerse und die reichlich vorhandenen Wege ist der Nethestausee ein geeignetes Ziel für Wanderer, Fahrradfahrer, Spaziergänger und andere Besucher. Auf halber Seestrecke befinden sich ein Spielplatz und eine kleine Hütte, die zusammen mit den Grünflächen regelmäßig gepflegt werden. Weiterhin besteht im Sommer die Möglichkeit, eines der vorhandenen Tretboote zu mieten. Der ansässige Angelsportverein Neuenheerse e.V. bietet von Frühjahr bis Spätherbst Angeltageskarten an. Um die vorhandenen Angelmöglichkeiten zu erweitern, wurde ein behinderten- und rollstuhlgerechter Angelsteg gebaut, welcher seit dem Frühjahr 2011 genutzt werden kann.